# 時鐘座δ
時鐘座δ，又名CD-42 1400，HD 26612、SAO 216682、HR 1302，是時鐘座的一颗恒星，视星等为4.93，位于銀經246.5，銀緯-47.02，其B1900.0坐标为赤經4h 7m 28.5s，赤緯-42° -47.02′ 16″。